# بريان برينغل
بريان برينغل (بالإنجليزية: Bryan Pringle)‏ هو ممثل بريطاني، ولد في 19 يناير 1935 في المملكة المتحدة، وتوفي في 15 مايو 2002 بلندن في المملكة المتحدة.

## أعمال

### أفلام
- (1960) المنجرفون
- (1988) الغرق بالأرقام

## وصلات خارجية
- بريان برينغل على موقع IMDb (الإنجليزية)
- بريان برينغل على موقع قاعدة بيانات الأفلام العربية
- بريان برينغل على موقع ألو سيني (الفرنسية)
- بريان برينغل على موقع ميوزك برينز (الإنجليزية)
- بريان برينغل على موقع أول موفي (الإنجليزية)
- بريان برينغل على موقع قاعدة بيانات برودواي على الإنترنت (الإنجليزية)
- بريان برينغل على موقع قاعدة بيانات الأفلام السويدية (السويدية)
- بريان برينغل على موقع قاعدة بيانات الفيلم (الإنجليزية)
- بريان برينغل على موقع كينوبويسك (الروسية)